# 比萨尔普尔
比萨尔普尔（Bisalpur），是印度北方邦Pilibhit县的一个城镇。总人口60680（2001年）。

## 人口
该地2001年总人口60680人，其中男性32490人，女性28190人；0—6岁人口10170人，其中男5229人，女4941人；识字率47.27%，其中男性为55.27%，女性为38.05%。